# Fédération du Mexique de football

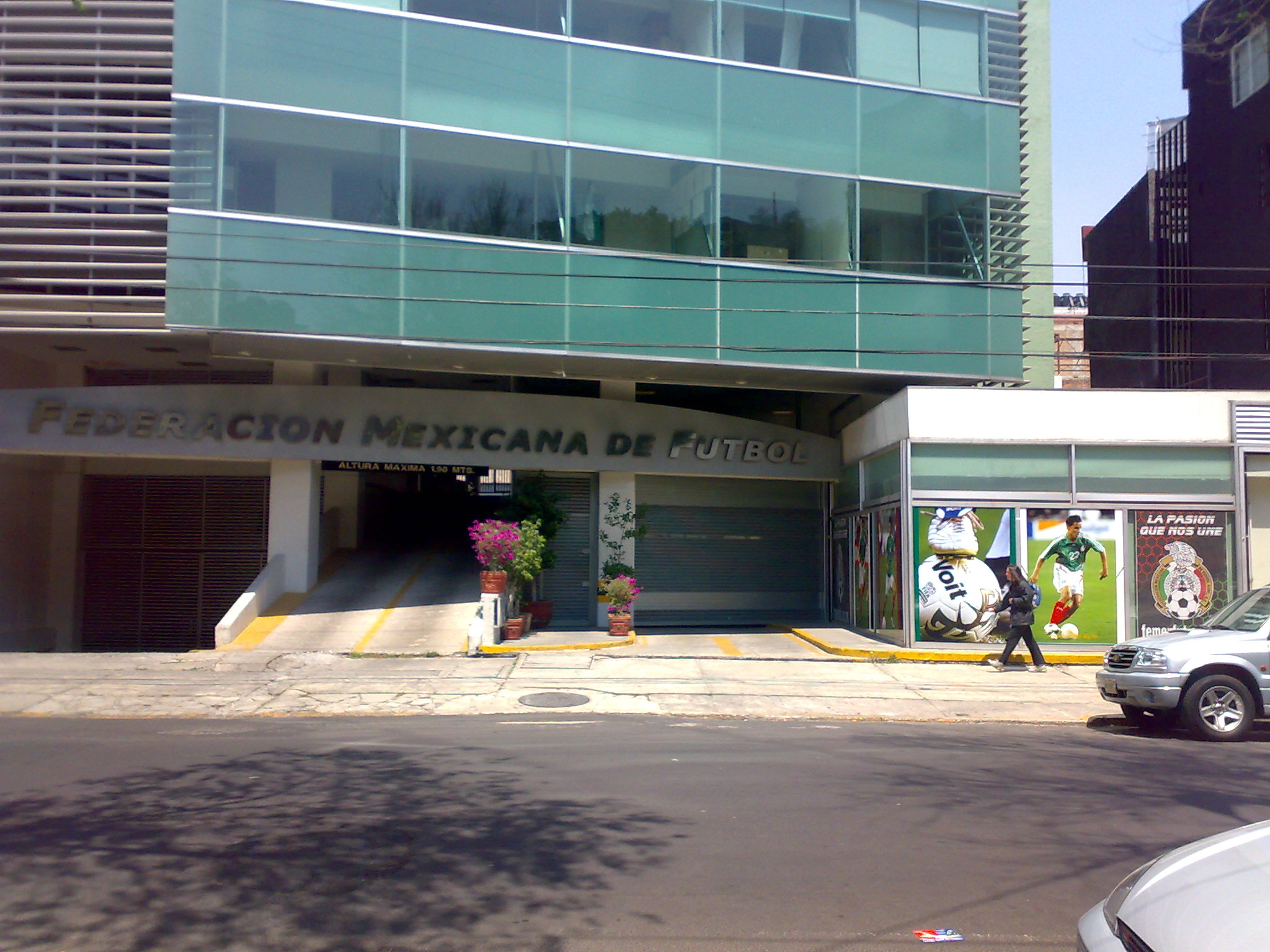
Siège social

Logo avant 2021.

La Fédération du Mexique de football (Federación Mexicana de Fútbol Asociación, A.C. (es) FMF) est une association regroupant les clubs de football du Mexique et organisant les compétitions nationales et les matchs internationaux de la sélection du Mexique.
La fédération nationale du Mexique est fondée en 1927. Elle est affiliée à la FIFA depuis 1929 et est membre de la CONCACAF depuis 1961.